# بیچ انرژی
بیچ انرژی (انگلیسی: Beach Energy) شرکت نفت و گاز استرالیایی است، که در سال ۱۹۶۱ توسط رگ اسپریگ تأسیس شد.